# برون‌کایا (دینار)
برون‌کایا (به ترکی استانبولی: Burunkaya) یک منطقهٔ مسکونی در ترکیه است که در دینار (شهر) واقع شده‌است.